# ロデーヴ
ロデーヴ （フランス語:Lodève、オック語:Lodeva）は、フランス、オクシタニー地域圏、エロー県のコミューン。

## 由来
ガリア語のLuteva、Luteuaに由来する。lut-とは沼地を意味し、boue（泥）に接尾辞の-evaがついて、『泥の土地』を意味する。

## 地理

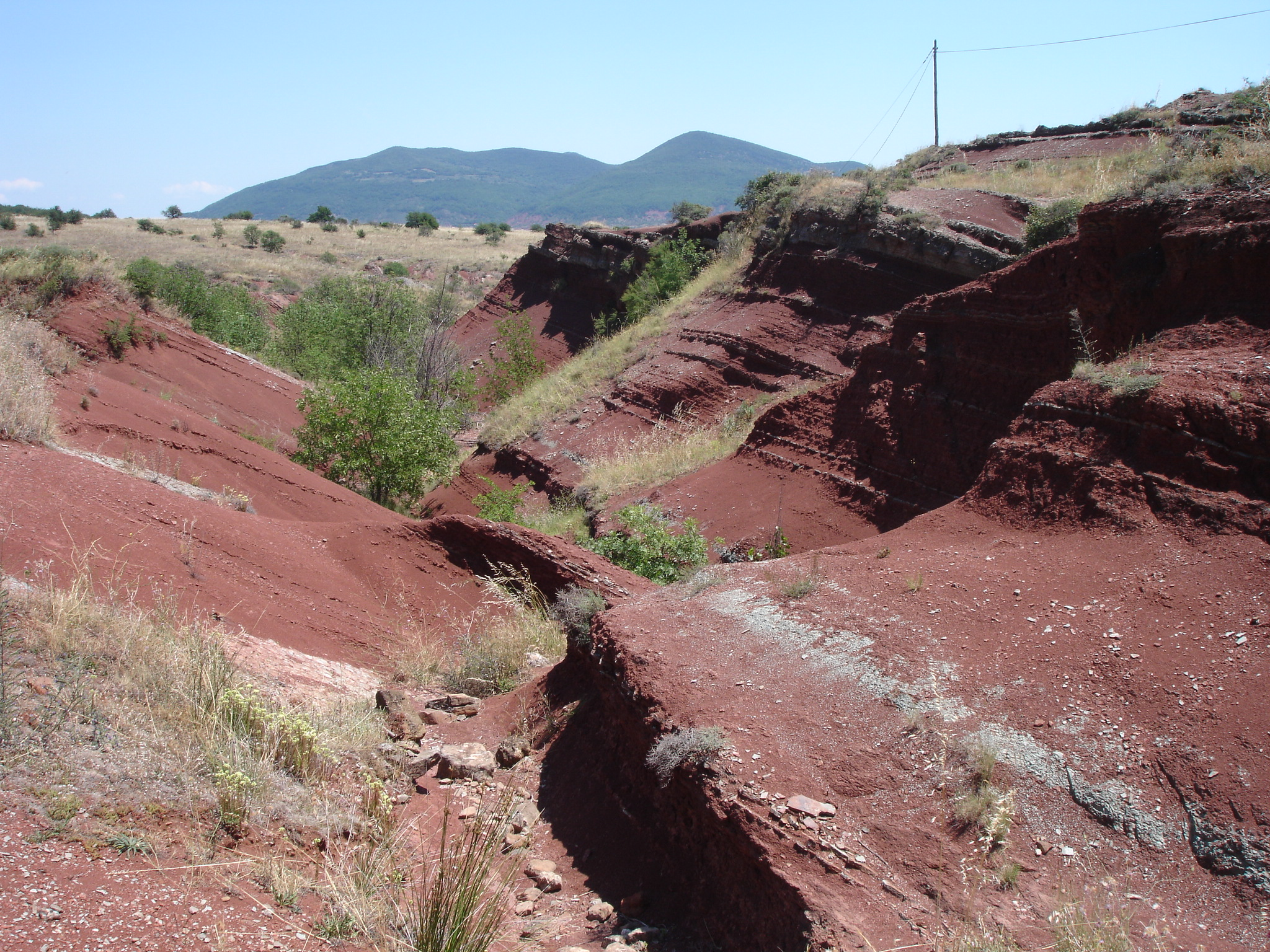
ロデーヴ周辺の赤い地層

ロデーヴの中央山地に属する自治体域は、山地の南境に位置づけられている。町はエロー川の支流レルグ川の狭い谷にあり、ラルザック高原のふもとである。町は、レスカレット峠へ向かって上っていく前の宿場の役割を果たした。
ロデーヴのペルム紀の地層は、粘土岩や赤い砂岩が交互に重なり合っている。

## 歴史

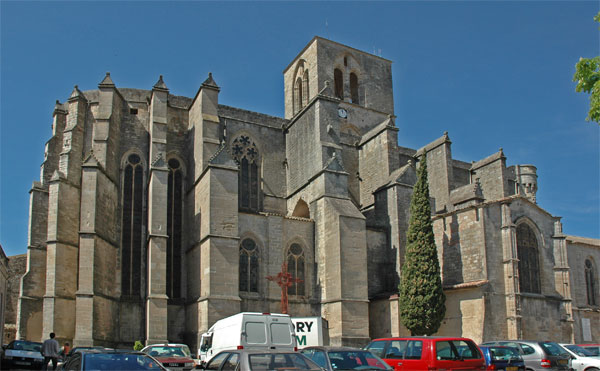
サン＝フュルクラン聖堂

ロデーヴには、ヴォルカエ族の本拠地があった。その後ローマ都市ルテヴァとなった。ルテヴァのオッピドゥムは、地中海ケルト人居住地のひとつだった。都市はやがてムニキピウムに昇格した。ロデーヴは、アルルからスペイン方面へ向かうサンティアゴの巡礼路の宿場町となった。フランス革命まで司教座のあったロデーヴは、ルイ15世時代は織物産業の中心だった。パリにある国立ゴブラン織工場（fr）とともに、国内で2箇所しかない王立のタペストリー工場であった。

## 出身者
- ジョルジュ・オーリック